# Находкинский район
Находкинский район — район, существовавший в Приморском крае РСФСР в 1944—1950 годах. Центр — рабочий посёлок Находка.
Находкинский район был образован 9 сентября 1944 года в составе Приморского края путём разукрупнения Будённовского района.
По данным на 1945 год район включал 2 рабочих посёлка (Находка и  Ливадия) и 3 сельсовета (Павловский, Поворотненский и Тазгоузский).
На карте Приморского края 1949 года район показан без включения Находки.
18 мая 1950 года рабочий посёлок Находка получил статус города краевого подчинения, а Находкинский район был упразднён.